# Gelber Riesenkrake

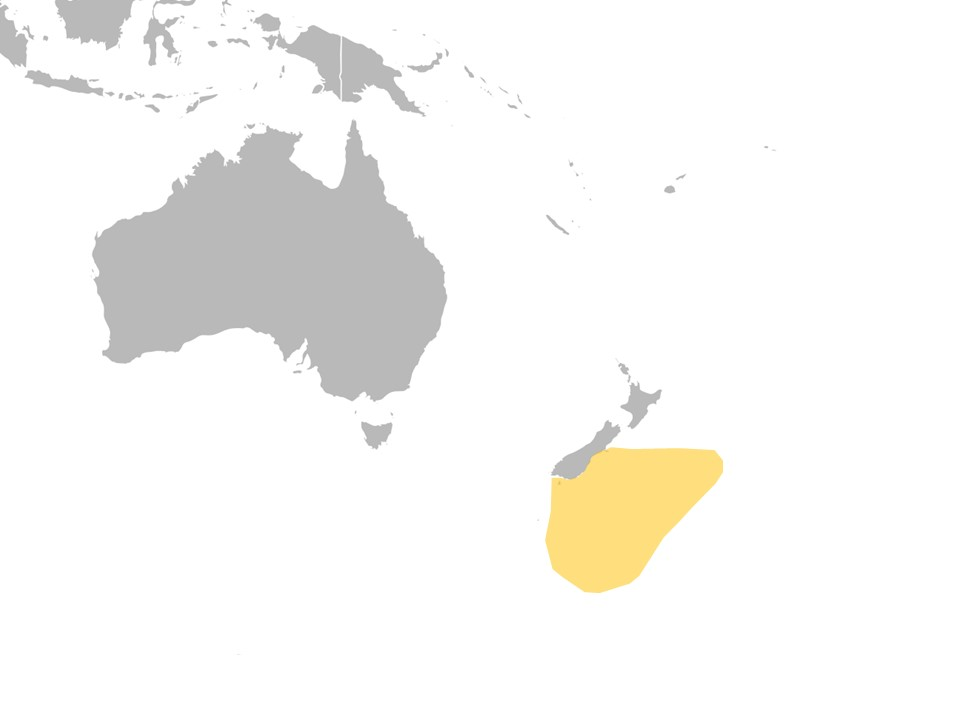
Lebensraum von Enteroctopus zealandicus

Der Gelbe Riesenkrake (Enteroctopus zealandicus) ist ein großer Kopffüßer aus der Gattung der Riesenkraken. Er lebt endemisch an den Küsten von Neuseeland. E. zealandicus ist die kleinste Art ihrer Gattung, aber trotzdem eine der größten Arten in der Familie der Echten Kraken.

## Merkmale

### Anatomie
Enteroctopus zealandicus hat eine Mantellänge von 270 Millimeter und erreicht eine Gesamtlänge von circa 1,4 Metern. Er wird durchschnittlich 5 Kilogramm schwer.
Die Art weist die typischen Merkmale der Gattung Enteroctopus auf, wie z. B. die großen, paddelartigen Papillen oder die Längsfalten am Körper. Der ovoide Mantel ist muskulös. Nichtmineralisierte, reduzierte Überbleibsel einer Schale innerhalb des Mantels (Stylets) sind vorhanden. Das Trichterorgan (Funnel) ist W-förmig. Die Radula besteht aus neun Elementen, sieben Zahnreihen und zwei Randplatten. Ein Tintenbeutel ist vorhanden, ebenso kleine anale Klappen. Die Saugnäpfe sind in zwei Reihen angeordnet.

### Aussehen
Die Haut von Enteroctopus zealandicus ist glatt. Die Farbe variiert zwischen Gelb und Orange. Der Schnabel hat eine schwarze Oberfläche.
Wie alle Echten Kraken kann Enteroctopus zealandicus sein Aussehen der Umgebung anpassen. Diese Tarnung beruht auf einer Kombination aus verschiedenen Chromatophoren und einer Veränderung der Hauttextur.

### Fortpflanzung
Männchen zeigen verschiedene Farbmuster auf ihrer Haut und ändern ihre Form um Weibchen zu umwerben. Bei männlichen Enteroctopus zealandicus bildet der dritte rechte Arm den Hectocotylus. Er erreicht eine Länge von 76,43 Zentimeter. Die Größe der Ligula beträgt 53,86 Millimeter. Die ungeschützten Spermatophoren sind mit 360 Millimeter Länge verhältnismäßig klein. Während der Paarung greift das Männchen das Weibchen und führt den Hectocotylus in die Mantelhöhle des Weibchens ein, wo in der Regel die Befruchtung stattfindet. Das Weibchen legt große Eier, die einen Durchmesser von 12,5 Millimeter haben.
Männliche und weibliche Erwachsene sterben normalerweise kurz nach dem Laichen bzw. Brüten.

## Fressfeinde
Enteroctopus zealandicus ist die wichtigste Beute für den Neuseeländischen Seelöwen rund um die Aucklandinseln und Campbell Island in der neuseeländischen Subantarktis. Auch in den Därmen von gestrandeten Walen wurden Überreste von Schnäbeln dieser Art gefunden.

## Lebensraum
Enteroctopus zealandicus ist eine endemische Art und lebt ausschließlich an den südlichen Küsten der Südinsel Neuseelands und den nahen Chathaminseln, Antipoden-Inseln, Stewart Island, Aucklandinseln, Campbell-Inseln und der Macquarieinsel.
Die Art lebt von der Gezeitenzone bis in Tiefen von 500 Meter. Die Embryos schlüpfen im Planktonstadium und leben so einige Zeit, bevor sie größer werden. Die erwachsenen Tiere leben benthisch.